# Brachyunguis peucedani
Brachyunguis peucedani är en insektsart. Brachyunguis peucedani ingår i släktet Brachyunguis och familjen långrörsbladlöss. Inga underarter finns listade i Catalogue of Life.